# خط راه‌آهن سن پترزبورگ–مسکو
خط راه‌آهن سن پترزبورگ–مسکو (انگلیسی: Saint Petersburg–Moscow Railway) یک خط راه‌آهن تندرو است که از ایستگاه راه‌آهن لنینگرادسکی، مسکو شروع و در ایستگاه راه‌آهن موسکوفسکی، سن پترزبورگ به پایان می‌رسد.
این راه‌آهن که در سال ۱۸۵۱ تأسیس شده دارای ۶۴۹٫۷ کیلومتر طول است.